# Symphytum creticum
Symphytum creticum är en strävbladig växtart som först beskrevs av Carl Ludwig von Willdenow, och fick sitt nu gällande namn av Werner Rodolfo Greuter och Rech. f. Symphytum creticum ingår i släktet vallörter, och familjen strävbladiga växter. Utöver nominatformen finns också underarten S. c. squamulatum.